# Instituto Santa Marta (Colón)
El Instituto Santa Marta (ISM) de la ciudad de Colón, provincia de Buenos Aires, es un instituto confesional originalmente perteneciente a la Congregación de las Hermanas de Santa Marta de Perigueux (una comunidad religiosa actualmente extinta, presente en Argentina, Francia, España, Inglaterra, Gabón y Camerún). Actualmente es administrado por las Hermanas de la Caridad de Santa Juana Antida Thouret.  
Imparte enseñanza en los siguientes niveles:
- Educación infantil
- Educación primaria
- Educación secundaria

## Nombre
El Instituto lleva el nombre de reconocimiento de la Congregación.
En 1785 nació, en Francia, María Filipina Du Vivier, en el seno de una familia noble. Creció entre el caos de la Revolución Francesa, que prolongó durante años la persecución y muerte de los fieles cristianos.
En 1815, esta joven consagrada a ayudar a los pobres y enseñarles el catecismo, decidió darle a su obra un carácter estable que prolongara su Espíritu. Así, resolvió dedicar su trabajo como un "monumento de amor al Santo Nombre de Jesús". Aunque su propósito inicial fue bautizar de ese modo su obra, se abstuvo, porque pensó que muchas veces se pronunciaría de manera desigual. Buscó entre las personas más queridas del Evangelio el nombre de una mujer que hubiera amado a Cristo y que le hubiera brindado hospitalidad, que hubiera hecho de su casa un lugar para la paz. Eligió así el nombre de Marta.
Por eso el nombre de la institución está provisto de un significado especial. A través de éste, su Fundadora, María Filipina,  traza un programa a religiosas, docentes, alumnos y padres: Hacer del Instituto una Betania donde el amor y el servicio broten con espontaneidad.

## Historia
En febrero de 1920 el Padre Alonso Frattari solicitó la designación de religiosas de la Congregación de Santa Marta para servir a la Comunidad Cristiana de Colón.
En marzo de ese mismo año le fueron asignadas a la localidad tres religiosas: la Madre Rosa María Lodier (francesa) y las Hnas. María Paula y María Teresa Otero, (argentinas).
A la llegada de las Hermanas, éstas no contaban con un domicilio en el que alojarse, de manera tal que evaluaron la posibilidad de regresar a la localidad de Elortondo. Sin embargo, la más joven, la Hna. María Teresa, insistió en que las habían convocado para iniciar una fundación y que debían cumplir con tal propósito.
El párroco de Colón las envió a casa de Don Domingo Marchissio y su esposa Juana. Durante ese año, dicho domicilio ubicado en el bvrd. 17 entre las calles 46 y 47 funcionó como escuela.
La primera acción de las hermanas fue iniciar los trámites pertinentes para abrir una escuela. El Padre Frattari organizó una Comisión de Damas para que apoyaran la obra.
El 4 de abril de 1920 comenzaron las clases en una forma sumamente precaria en el edificio de cales 49 y 19. Las alumnas debían sentarse en los mismos cajones en los que guardaban sus útiles escolares.
Tan sólo un año después, consiguieron parte del actual edificio en el que se desempeña, las funciones del Instituto Santa Marta, en bvrd. 17 y calle 49. Hasta la década de 1990 funcionó como escuela de pupilas. La confianza de la población hacia las representantes de la Congregación hizo posibles que sus aulas estuvieran pronto ocupadas. 
La Madre Rosa era Directora, secundada por la Hna. María Paula. La Hna. María Teresa daba lecciones de piano. En 1921 se sumó la Hna. Esteban, quien se encargaba de la cocina.

## Acta de Fundación
Colón, Julio 1º de 1920.

A la Directora del Colegio Santa Marta, Sor Rosa María
Presente
Por disposición superior tengo el agrado de transmitirle a Vº la autorización de la Dirección General de Escuelas en nota cuya parte dispositiva dice así: 

La Plata, Junio 18 de 1920.

Señor Presidente del Consejo Escolar - Colón. 
Cúmpleme dirigirme a Vº para comunicarse que la Dirección Gral. ha resuelto por decreto de la fecha, autorizar con caracter condicional el funcionamiento de la Escuela Privada en ese distrito, la que será atendida por las Hermanas de Santa Marta, hasta tanto el Consejo General apruebe el reglamento de Escuelas Privadas.

Saluda a Vº atte.
Julio D. Urdaniz, Secretario de la D. Gral. de Escuelas.

Hay el sello de la Dirección.

Saluda a Vº con toda consideración,
Emilio Odone

## Himno del Instituto
A pedido de una religiosa de la congregación, Monseñor Alfonso Durán (sacerdote jesuita), que residía en Santa Fe, compuso la letra. La música corresponde a Antonio Micel. 
La composición concluyó el 15 de enero de 1954, en Buenos Aires.
Cuando el Instituto perdió la condición de colegio de señoritas, la letra fue corregida.

Colegio de Santa Marta (V.O.)

Foco de ciencia y de luz
astro que alumbra las almas
con un beso de Jesús.

Aquí estamos tus alumnas
cantando el himno triunfal
del amor que te guardamos
colegio, templo y hogar.

Queremos ser argentinas
y queremos ser de Dios:
la Cultura en nuestras mentes,
la Verdad en nuestra voz.

Y siempre, siempre nimbadas
de pureza y de bondad
mujeres de honor y gloria:
Dios y Patria y Libertad.

Colegio de Santa Marta
foco de ciencia y de luz
astro que alumbras las almas
con un beso de Jesús.
Colegio de Santa Marta (reformado)

Foco de ciencia y de luz
astro que alumbra las almas
con un beso de Jesús.

Aquí estamos tus alumnos
cantando el himno triunfal
del amor que te guardamos
colegio, templo y hogar.

Queremos ser argentinos
y queremos ser de Dios:
la Cultura en nuestras mentes
la Verdad en nuestra voz.

Y siempre, siempre nimbadas
de pureza y de bondad
personas de honor y gloria:
Dios, Patria y Libertad

Colegio de Santa Marta
foco de ciencia y de luz
astro que alumbras las almas
con un beso de Jesús.